# Sojuz TMA-22
Sojuz TMA-22 è stato un volo astronautico verso la Stazione Spaziale Internazionale (ISS) e parte del programma Sojuz.

## Equipaggio
| Ruolo               | Equipaggio                                            | Equipaggio                                            |
| ------------------- | ----------------------------------------------------- | ----------------------------------------------------- |
| Comandante          | Anton Škaplerov, Roscosmos Expedition 29 Primo volo   | Anton Škaplerov, Roscosmos Expedition 29 Primo volo   |
| Ingegnere di volo 1 | Anatolij Ivanišin, Roscosmos Expedition 29 Primo volo | Anatolij Ivanišin, Roscosmos Expedition 29 Primo volo |
| Ingegnere di volo 2 | Daniel Burbank, NASA Expedition 29 Terzo volo         | Daniel Burbank, NASA Expedition 29 Terzo volo         |

### Equipaggio di riserva
| Ruolo               | Equipaggio                  | Equipaggio                  |
| ------------------- | --------------------------- | --------------------------- |
| Comandante          | Gennadij Padalka, Roscosmos | Gennadij Padalka, Roscosmos |
| Ingegnere di volo 1 | Sergej Revin, Roscosmos     | Sergej Revin, Roscosmos     |
| Ingegnere di volo 2 | Joseph Acaba, NASA          | Joseph Acaba, NASA          |